# Facultad de Radiofísica, Electrónica y Sistemas Informáticos (Universidad de Kiev)
La Facultad de Radio Física, Electrónica y Sistemas Informáticos es una parte de La Universidad de Kiev o Universidad Nacional de Kiev Taras Shevchenko. Se dedica al estudio fundamental en diversos ramas de la física, matemáticas y electrónica. Denominado la Facultad de Radiofísica entre los años 1952 y 2014.

## Fundación e historia
La facultad fue fundada en 1952. Su fundación fue causada por la necesidad urgent de preparar a ingenieros expertos debido a las peticiones del complejo industrial-militar Soviético. La facultad obtuvo sus primeros graduators en 1953. Las autoridades no han mencionado a facultad oficialmente. La facultad obtuvo su nombre oficial después: “Facultad número tres”.

## Investigación científica
Las áreas actuales de investigación son electrónica física, radiofísica, electrónica cuántica, microelectrónica, nanoelectrónica, optoelectrónica, semiconductor electrónica, criogenia, radiofísica médica. Los estudiantes están implicados extensamente en la investigación y la exploración científicas. Ésta es una característica de la facultad que corresponde a los requisitos del proceso de Bolonia. La facultad ha establecido relaciones con los centros científicos y educativos exterior: Estados Unidos, Francia (École Centrale de Lyon, Institut polytechnique de Lyon), Isla de Taiwán, Alemania, Gran Bretaña, Países Bajos, China y otras. Los profesores, los diplomados y los estudiantes están implicados en los programas internacionales que proporcionan una oportunidad de viajar y participar en proyectos de investigación. Las exploraciones se realizan dentro de los programas que incluyen: 
- nanoelectrónica
- criogenia
- espectroscopia
- plasma
- procesos de la generación-recombinación en semiconductores
- unión p-n
- estudio de procesos físicos en la fibra óptica

## Educación
La facultad proporciona enseñó cursos y concede grados en los niveles siguientes:
- Bachiller (las bachillerato tienen una duración de 4 años)
- Máster (una duración de 2 años)

Las mejoras y las innovaciones en la enseñanza son permanentes resolver los requisitos del proceso de Bolonia. La actualización regular de los materiales del estudio es acompañada por la puesta en práctica de tecnologías interactivas juntadas con el entrenamiento práctico. El sistema del módulo-grado del funcionamiento de estudiantes y las tecnologías del corte-borde tuvieron como objetivo el desarrollo y el realce de habilidades se aplican con eficacia en todos los cursos.

## Tradiciones
Los estudiantes celebran el día de la facultad dos veces un año. La celebración incluye competiciones del deporte entre los estudiantes y los profesores, mini-funcionamientos, presionar-conferencia divertida de conferenciantes preferidos. Las celebraciones están registradas generalmente y disponibles en el Internet.

## Departamentos
Puesto que se han creado 1952 los departamentos siguientes:
- El departamento de la electrónica física (1952)
- El departamento de la radiofísica cuántico (El departamento de la radiofísica (hasta 1962))
- El departamento de la física de semiconductores (1954)
- El departamento del electrofísica (1954)
- El departamento de las matemáticas y de la radiofísica teórica (1961)
- El departamento de la óptica no lineal (1964)
- El departamento de la radioelectrónica (1962)
- El departamento de la microelectrónica criogénica (1972)
- El departamento de las matemáticas y de la radiofísica teórica (1987)
- El departamento de la radiofísica médica (1995)
- El departamento de la electrónica del semiconductor (1996, en la base del departamento de la radioelectrónica y el departamento de la física de semiconductores)